# 藤原俊成女
藤原俊成女（1171年—1254年），日本诗人，为著名诗人藤原俊成外孙女、養女，为最杰出的女性和歌歌人之一。其作品表现出四季变化意象的象征性语言融入浪漫故事主题之中。其作品收录于皇室诗集和其他诗集中。